# Crémation des trois sapins
La crémation des trois sapins (Thanneverbrenung) est une célébration de la ville de Thann dans le Haut-Rhin en Alsace. Fête traditionnelle, mi-religieuse, mi-profane, elle se déroule annuellement le 30 juin, en l’honneur de Saint-Thiébaut (ou Sant’Ubaldo), patron de la ville. La fête fait référence à la fondation légendaire de la ville par Sant’Ubaldo, évêque de Gubbio, dont une relique est conservée à Thann. La célébration est faite en commun avec les représentants de la ville de Gubbio, en Italie, qui vénère le même saint patron. Gubbio est d’ailleurs la ville jumelée de Thann depuis 1958.
La pratique de la crémation des trois sapins est aujourd’hui inscrite à l’Inventaire du patrimoine culturel immatériel en France.

## La légende

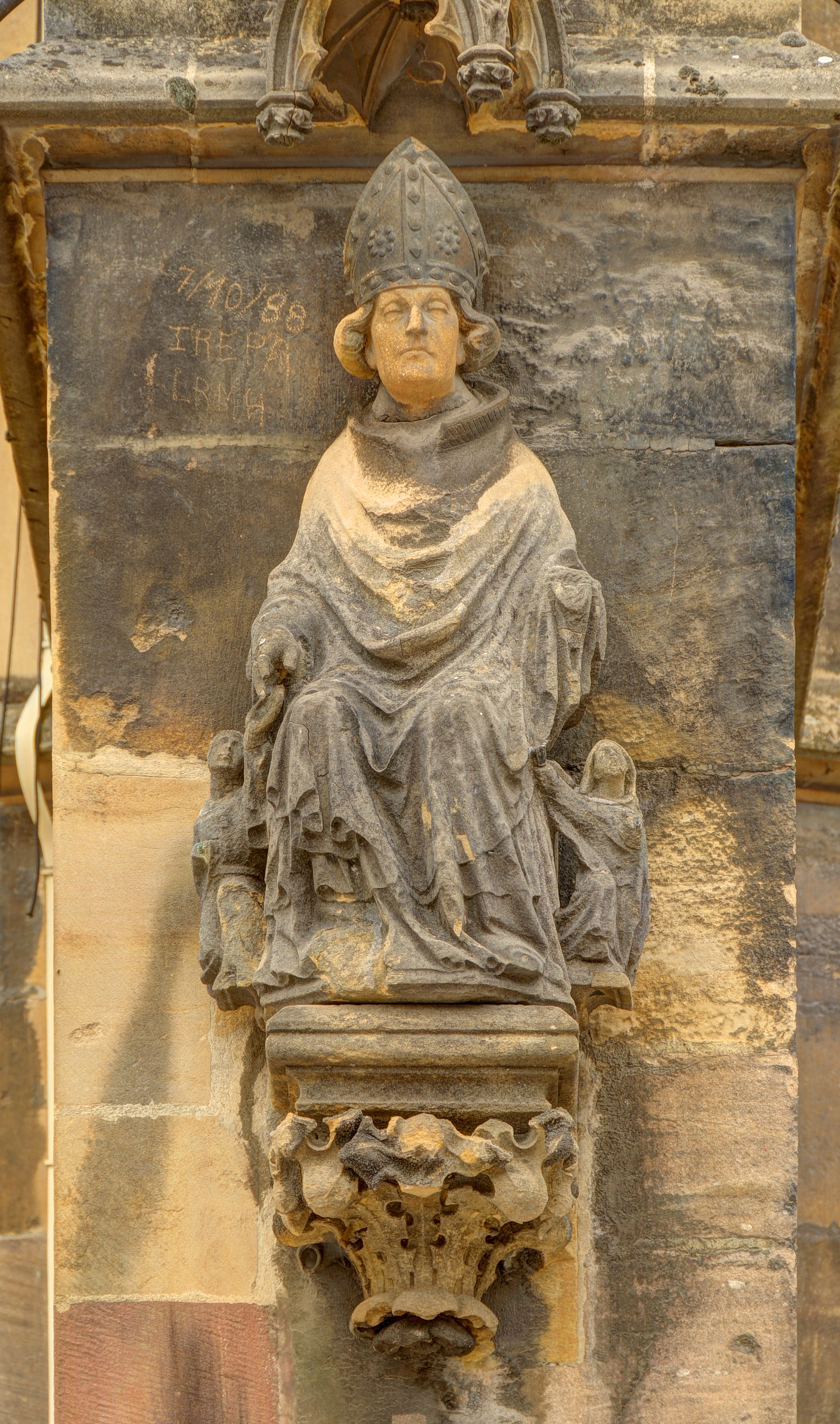
Statue de saint-Thiébaut dans la collégiale

La fête de la crémation des trois sapins fait référence à la création de la ville à partir des reliques de Sant’Ubaldo.
Le 16 mai 1160, Sant’Ubald s’éteint à Gubbio. Son serviteur décide alors de rentrer chez lui, en Lorraine (ou aux Pays-Bas selon les versions). Il transporte avec lui l’anneau que l’évêque lui a laissé en gage. Arrivé le 1er juillet 1161 en vallée de la Thur, en Alsace, le serviteur pénètre dans une grande forêt, emplacement de l’actuelle ville de Thann, s’appuie près d’un arbre et s’endort, fatigué de son long voyage. On raconte alors que le bourdon dans lequel il avait caché l’anneau se retrouva collé à l’arbre à son réveil. Au même moment, un comte, le comte Ferrette, aperçut des fenêtres de son château trois feux scintillant dans la forêt, à l’endroit même où le serviteur s’était reposé. Curieux, il s’en alla rencontrer le dit-homme sur les lieux mêmes de l’évènement, et découvrir avec ce dernier que le pouce de l’évêque adhérait à l’anneau, dans le bourdon. Le comte proposa alors de construire une chapelle, la future Collégiale Saint-Thiébaut et base de la future ville de Thann, et le bourdon se détacha instantanément de l’arbre. C’est ainsi que la relique de Sant’Ubaldo arriva en Alsace et qu’il devint le saint patron de la ville de Thann développée à la suite des nombreuses visites de pèlerins. Il sera cependant renommé Saint-Thiébaut. Aujourd’hui, ce sont les trois feux aperçus par le comte Ferrette que l’on commémore par la crémation de trois sapins le 30 juin à Thann.

## La crémation des Trois Sapins
La fête de la Crémation des Trois Sapins est aujourd’hui présentée comme une « fête traditionnelle, mi-profane, mi-religieuse qui attire de 5 000 à 10 000 visiteurs ».
- Le 29 juin[7] : les pèlerins italiens eugubins sont invités à pique-niquer avec leurs pendants alsaciens de l’association Eugubini nel mondo et les élus de la ville de Thann. Le repas est souvent animé par des chants. Il est de coutume également pour les italiens de faire des dons à l’association.
- Le 30 juin[8],[7] : l’hôtel de ville de Thann est en fin de journée le théâtre d’une cérémonie d’accueil des « crémateurs » et ses invités. Les vêpres sont ensuite célébrées à la Collégiale Saint-Thiébaut. La célébration est ponctuée de chants de chorales en français et italien, repris la plupart du temps par tous les fidèles. La relique, exposée pour l’occasion, sert aussi à bénir l’assemblée.
- À la sortie des vêpres, un cortège se forme derrière la statue de Saint-Thiébaut pour rejoindre la place Joffre. La procession se fait musicale et officielle puisque les autorités locales françaises et italiennes sont présentes.
- Arrivé place Joffre, le cortège s’immobilise devant trois sapins, que les « crémateurs » se chargent d’allumer sous les regards des participants. La crémation des sapins est suivie d’un feu d’artifice puis de l’illumination de la Collégiale Saint-Thiébaut.
- La soirée se termine par deux repas séparés, les délégués italiens se retrouvent autour de charcuterie de Gubbio, tandis que les autorités municipales françaises et les délégués français de l’association Eugubini nel mondo participent à une réception à la mairie. De nouveaux échanges de dons se font entre les municipalités françaises et italiennes.